# Variedad diferenciable
En geometría y topología, una variedad diferenciable es un tipo especial de variedad topológica, a la que podemos extender las nociones de cálculo diferencial que normalmente usamos en {\displaystyle \mathbb {R} ^{n}}.
En una variedad diferenciable M podremos definir una función diferenciable {\displaystyle f:M\rightarrow {}\mathbb {R} } , y campos de tensores diferenciables (incluidos campos de vectores). El estudio del cálculo en variedades diferenciables se conoce como geometría diferencial.

## Introducción
Para un desarrollo informal del tema

### Generalización de los conceptos de curva y superficie
Una variedad diferenciable representa una generalización, en dos aspectos básicos, del concepto de superficie diferenciable:
- Supone la generalización a cualquier número de dimensiones. En dimensión 1, una variedad es una curva. En dimensión 2, una superficie sería un ejemplo de variedad.
- Supone otra generalización al intentar definir una variedad de modo intrínseco. Por ejemplo, una curva o una superficie suelen describirse embebidas en un espacio ambiente R³, pero podrían describirse sin hacer alusión a él. Es más, existen casos de variedades de dimensión 2 que no podrán verse embebidas en un espacio euclídeo de dimensión 3 (pero sí de dimensión superior).

Antes de hacer la segunda generalización, podríamos pensar que una variedad es diferenciable, informalmente hablando, si cada uno de sus puntos tiene espacio tangente, es decir, no tiene "picos" ni "filos". Pero para hacer una definición formal necesitaremos que esta no haga alusión a un posible embebimiento de la variedad en un espacio ambiente.

### Un poco de historia
Riemann, en el siglo XIX, observó la importancia de definir la noción de variedad de un modo intrínseco, sin requerir que el espacio topológico subyacente estuviera embebido en un espacio afín. La definición formal precisa fue introducida por primera vez por Hermann Weyl en 1913.
Las variedades diferenciables aparecen en diversos campos de la Física:
- En relatividad general, el espacio (de dimensión 3) y el tiempo forman una variedad de dimensión 4 llamada espacio-tiempo.
- Muchas teorías modernas, como la teoría de cuerdas, operan en una variedad de dimensión mayor que 4.
- En mecánica clásica, para describir la situación de un sólido rígido en el espacio se necesitan 6 parámetros (3 que describan la posición de su centro de masas y otros 3 que corresponden a los grados de libertad rotacional). Una situación concreta de un sólido quedará descrita como un punto en una variedad diferenciable de dimensión 6, que se denomina espacio de configuración del sólido rígido.

### Conceptos previos de variedades topológicas
Recordemos los conceptos de variedad topológica y de cartas:
- Una variedad topológica de dimensión {\displaystyle n\geq 0} es un espacio topológico {\displaystyle M} (que suele suponerse Hausdorff y ANII) en el que para cada {\displaystyle p\in M} existe un entorno abierto {\displaystyle U_{p}\subset M} homeomorfo a un abierto de {\displaystyle \mathbb {R} ^{n}} mediante {\displaystyle \varphi _{p}:U_{p}\longrightarrow V_{p}\subset \mathbb {R} ^{n}}.
- Un par {\displaystyle (U_{p},\varphi _{p})} bajo estas condiciones se denomina carta o sistema coordenado sobre {\displaystyle M} para {\displaystyle p}, y la aplicación {\displaystyle \varphi _{p}} se denomina aplicación coordenada para {\displaystyle p}.
- Cada aplicación coordenada se podrá desglosar como un conjunto de n funciones coordenadas {\displaystyle (x_{1},\cdots ,x_{n})}: en efecto, si para cada {\displaystyle j\in \{1,...,n\}\subset \mathbb {Z} } convenimos en representar por {\displaystyle r_{j}} a la función {\displaystyle r_{j}:\mathbb {R} ^{n}\longrightarrow \mathbb {R} } que a cada {\displaystyle q=(q_{1},...,q_{n})\in \mathbb {R} ^{n}} le hace corresponder {\displaystyle r_{j}(q)=q_{j}} (es decir, la {\displaystyle j}-ésima coordenada de {\displaystyle q}), denominaremos a la aplicación {\displaystyle x_{j}=r_{j}\circ \varphi _{p}} como la función coordenada para {\displaystyle p}.

Podríamos cuestionarnos cómo sería posible determinar si una función {\displaystyle f:M\rightarrow {}\mathbb {R} } definida en una variedad topológica es una función diferenciable. Aparentemente bastaría exigir que {\displaystyle f\circ \varphi _{\alpha }^{-1}}, su expresión en un entorno coordenado sea diferenciable. Pero esta condición no sería consistente si realizamos un cambio de carta. En efecto, si observamos su expresión en otra carta:
{\displaystyle f\circ \varphi _{\beta }^{-1}=f\circ (\varphi _{\alpha }^{-1}\circ \varphi _{\alpha })\circ \varphi _{\beta }^{-1}=(f\circ \varphi _{\alpha }^{-1})\circ (\varphi _{\alpha }\circ \varphi _{\beta }^{-1})},
necesitaremos para mantener la consistencia que el cambio de cartas representado por el último paréntesis sea diferenciable. Esta exigencia es la base de la definición de estructura diferenciable.

## Definición

### Estructura diferenciable
Dada una variedad topológica {\displaystyle M} y un número entero {\displaystyle r\geq 0}, una estructura diferenciable (o atlas maximal) {\displaystyle F} de clase {\displaystyle r} sobre {\displaystyle M} es una familia {\displaystyle \{(U_{\lambda },\varphi _{\lambda }):\lambda \in \Lambda \}} de sistemas coordenados sobre {\displaystyle M} de manera que se cumpla que:
1. {\displaystyle U_{\lambda }} recubre M, es decir, {\displaystyle \bigcup _{\lambda \in \Lambda }U_{\lambda }=M},
2. dados dos cualesquiera {\displaystyle \alpha ,\beta \in \Lambda } ha de ocurrir que la aplicación {\displaystyle \varphi _{\beta }\circ \varphi _{\alpha }^{-1}|_{\varphi _{\alpha }(U_{\alpha }\cap U_{\beta })}:\varphi _{\alpha }(U_{\alpha }\cap U_{\beta })\longrightarrow \varphi _{\beta }(U_{\alpha }\cap U_{\beta })}, llamada cambio de cartas sea diferenciable de orden {\displaystyle r}.
3. {\displaystyle F} es maximal (relativo al orden dado por la inclusión de conjuntos) entre todas las familias de entornos coordenados sobre {\displaystyle M} bajo las condiciones 1 y 2.

### Variedad diferenciable
Se dice que el par {\displaystyle (M,F)} formado por la variedad topológica M de dimensión n y por la estructura diferenciable F de clase r es una variedad diferenciable de dimensión {\displaystyle n} y clase {\displaystyle r}.
Hay una cierta confusión sobre la terminología variedad diferenciable (sin más especificaciones) y variedad suave. En cualquier caso, para evitar confusiones, todos los textos indican qué entienden por variedad diferenciable.

### Subvariedad diferenciable
Es cualquier subconjunto de una variedad diferenciable que mediante la topología inducida de la variedad original sigue teniendo estructura de variedad diferenciable. En general las subvariedades diferenciables son los subconjuntos de puntos para los cuales es posible definir localmente una función diferenciable f que satisfaga:

{\displaystyle f(p)=0,\ p\in {\mathcal {M}}}

Los conjuntos no suaves, o que satisfaciendo una ecuación similar a la anterior pero donde f no fuera diferenciable en general no constituyen subvariedades diferenciables.

## Cálculo en variedades

### Aspectos que se generalizan
Muchas de las técnicas del cálculo multivariable son aplicables mutatis mutandis en variedades diferenciables. Podemos definir la derivada direccional de una función diferenciable en la dirección marcada por un vector tangente a la variedad. Dicha derivada se comportará de modo similar al de la derivada ordinaria de una función definida en el espacio euclídeo, al menos localmente: habrá versiones del teorema de la función implícita y de función inversa.
Sin embargo, la derivada direccional de un campo de vectores no estará definida de forma directa. Existen varias generalizaciones que captan ciertas características formales de la derivación en espacios euclídeos. Las principales son:
- La derivada de Lie, que queda definida de forma única por la estructura diferenciable, pero deja de satisfacer alguna de las propiedades de la derivada direccional.
- Una conexión afín que no está definida de forma única, por lo que debe ser especificada como un dato añadido a la variedad. Presenta una generalización más completa de las características de la derivada direccional ordinaria.

Las ideas del cálculo integral también pueden extenderse a las variedades diferenciables. Encontrarán su expresión natural en el lenguaje del cálculo exterior con formas diferenciables. Teoremas fundamentales del cálculo integral en varias variables, en particular el teorema de Green, el de la divergencia y el de Stokes se generalizan en un solo teorema llamado teorema de Stokes.

### Vectores tangentes en un punto
En una variedad abstracta, al no considerarse embebida en ningún espacio ambiente, no podremos visualizar el espacio tangente como un subespacio afín del ambiente. La generalización del concepto de espacio tangente requerirá concebir los vectores tangentes como operadores que representan una derivada direccional.
En {\displaystyle \mathbb {R} ^{n}} podemos visualizar un vector {\displaystyle X_{p}=(a^{1},\cdots ,a^{n})} como un operador {\displaystyle X_{p}:C^{\infty }(p)\longrightarrow \mathbb {R} } que actúa sobre una función {\displaystyle f\in C^{\infty }(p)} diferenciable en un entorno cualquiera de p, y nos devuelve su derivada en la dirección marcada por {\displaystyle X_{p}}:
{\displaystyle X_{p}(f)=\sum {a^{i}{\frac {\partial f}{\partial x^{i}}}}}
En los años 1960 surge la definición axiomática de vector tangente en un punto de una variedad, como generalización de lo anterior. Un vector {\displaystyle X_{p}} tangente a una variedad será un operador {\displaystyle X_{p}:C^{\infty }(p)\longrightarrow \mathbb {R} } que satisfaga:
1. la condición de linealidad: {\displaystyle X_{p}(\alpha f+\beta g)=\alpha X_{p}(f)+\beta X_{p}(g)}
2. la regla de Leibniz: {\displaystyle X_{p}(fg)=X_{p}(f)g(p)+f(p)X_{p}(g)}.

El conjunto de vectores tangentes en un punto forman un espacio vectorial de la misma dimensión que la variedad llamado espacio tangente en p y notado como {\displaystyle T_{p}M}. En principio, espacios tangentes en puntos distintos no son comparables. Pero podemos formar con ellos una variedad de dimensión el doble de la dimensión de M, que se llamará fibrado tangente y se notará como TM. Como conjunto, {\displaystyle TM=\cup _{p\in M}{T_{p}M}}

### Aplicaciones diferenciables
Una aplicación {\displaystyle F:M\longrightarrow N} se dirá diferenciable si su expresión en cartas lo es. Formalmente, F es diferenciable si para todo punto p de M podemos encontrar una carta {\displaystyle (U,\phi )} de M que lo contenga y una carta {\displaystyle (V,\psi )} de N que contenga a F(p) tales que {\displaystyle \psi \circ F\circ \phi ^{-1}} sea diferenciable.
Una aplicación diferenciable induce un homomorfismo de espacios vectoriales {\displaystyle dF_{p}:T_{p}M\longrightarrow T_{f(p)}N} entre los espacios tangentes respectivos. Al igual que en el cálculo diferencial ordinario, podremos aproximar un objeto diferenciable (F) por un objeto lineal ( {\displaystyle d_{p}F} ).

## Relación con variedades topológicas
Dada una variedad topológica, nos podemos preguntar si admitirá siempre una estructura diferenciable {\displaystyle C^{k}} o si dicha estructura será única. En primer lugar, según un teorema debido a Whitney, en cualquier variedad con una estructura {\displaystyle C^{k}} con k>0, hay una única estructura C∞ compatible con la anterior.
La existencia y unicidad está garantizada en dimensiones menores que 4: 
- Toda variedad topológica de dimensión 1, 2, o 3 tiene una única estructura diferenciable (salvo difeomorfismos).

La situación es diferente en dimensión superior:
- Se conocen ejemplos de variedades topológicas que no admiten ninguna estructura diferenciable (Teorema de Donaldson),
- y de otras que admiten múltiples estructuras difeomorfas (incluso una cantidad no numerable de ellas).

Algunos ejemplos:
- Sólo hay una estructura diferenciable (salvo difeomorfismos) sobre {\displaystyle \mathbb {R} ^{n}} excepto cuando n = 4, caso que admite un número no numerable de estructuras diferenciables.
- La siguiente tabla muestra el número de estructuras diferenciables (módulo homeomorfismos que conservan la orientación) sobre la n-esferas para dimensiones n < 19. Las esferas con estructuras diferenciables diferentes de la usual se conocen con el nombre de esferas exóticas.

| Dimensión   | 1 | 2 | 3 | 4 | 5 | 6 | 7  | 8 | 9 | 10 | 11  | 12 | 13 | 14 | 15    | 16 | 17 | 18 |
| Estructuras | 1 | 1 | 1 | ? | 1 | 1 | 28 | 2 | 8 | 6  | 992 | 1  | 3  | 2  | 16256 | 2  | 16 | 16 |
| ----------- | - | - | - | - | - | - | -- | - | - | -- | --- | -- | -- | -- | ----- | -- | -- | -- |

## Definiciones alternativas
Existen al menos dos maneras de definir lo que es una variedad diferenciable, ambas equivalentes: por medio de parametrizaciones o por medio de aplicaciones coordenadas. La diferencia es sutil, pero importante.
Además, en el caso de espacios euclídeos existe una serie de definiciones equivalentes que son más sencillas que en el caso general.

### Definición mediante parametrizaciones.
Sea {\displaystyle M} un conjunto (en principio pudiera ser vacío, pero es un caso trivial), {\displaystyle n\geq 0} y {\displaystyle r\geq 0} dos números enteros, una familia {\displaystyle \{(U_{\lambda },x_{\lambda }):\lambda \in \Lambda \}} en la que cada {\displaystyle U_{\lambda }\subset \mathbb {R} ^{n}} es un abierto y cada {\displaystyle x_{\lambda }:U_{\lambda }\longrightarrow M} una aplicación inyectiva, de manera que se cumpla que:
1. {\displaystyle \bigcup _{\lambda \in \Lambda }x_{\lambda }(U_{\lambda })=M},
2. dados cualesquiera dos {\displaystyle \alpha ,\beta \in \Lambda } de forma que {\displaystyle x_{\alpha }(U_{\alpha })\cap x_{\beta }(U_{\beta })=W\neq \varnothing } ha de ocurrir que {\displaystyle x_{\alpha }^{-1}(W)} y {\displaystyle x_{\beta }^{-1}(W)} son abiertos de {\displaystyle \mathbb {R} ^{n}} y la aplicación {\displaystyle x_{\alpha }^{-1}\circ x_{\beta }} es diferenciable de orden {\displaystyle r} en {\displaystyle U_{\alpha }} (i.e., {\displaystyle x_{\alpha }^{-1}\circ x_{\beta }\in C^{r}(U_{\alpha })}).

bajo estas condiciones, cada par {\displaystyle (U_{\lambda },x_{\lambda })} de manera que {\displaystyle p\in x_{\lambda }(U_{\lambda })\subset M} se denomina una carta local o sistema de coordenadas de {\displaystyle M} en {\displaystyle p}, {\displaystyle x_{\lambda }} se denomina parametrización de {\displaystyle M} para {\displaystyle p}, {\displaystyle x_{\lambda }(U_{\lambda })} se denomina entorno coordenado de {\displaystyle p}, y la familia {\displaystyle \{(U_{\lambda },x_{\lambda }):\lambda \in \Lambda \}} es denominada una atlas sobre {\displaystyle M}. Si un atlas {\displaystyle A} es maximal (relativo al orden dado por la inclusión de conjuntos) entre todos los atlas sobre {\displaystyle M} (por supuesto bajo las condiciones 1 y 2, ya que de otra manera no sería atlas) se dice que el atlas {\displaystyle A} es una estructura diferenciable sobre {\displaystyle M}.
El conjunto {\displaystyle \{G\subset M:x_{\lambda }^{-1}(G)\in \tau (U_{\lambda }),\lambda \in \Lambda \}} (donde aquí {\displaystyle \tau (U_{\lambda })} representa la topología del conjunto {\displaystyle U_{\lambda }}) no es otra cosa que la topología final en {\displaystyle M} para la familia {\displaystyle \{(U_{\lambda },x_{\lambda }):\lambda \in \Lambda \}}. Cuando se toma una estructura diferenciable {\displaystyle A} sobre {\displaystyle M} y la topología final en {\displaystyle M} para esa estructura diferenciable hace de {\displaystyle M} un espacio topológico que cumple el segundo axioma de numerabilidad y la propiedad de Hausdorff, entonces se dice que el par {\displaystyle (M,A)} formado por el conjunto {\displaystyle M} y la estructura diferenciable {\displaystyle A} sobre {\displaystyle M} es una variedad topológica de dimensión {\displaystyle n} y clase {\displaystyle r}. Cuando además {\displaystyle r>0}, entonces se dice que {\displaystyle (M,A)} es una variedad diferenciable (de dimensión {\displaystyle n} y clase {\displaystyle r}).

### Definiciones en espacios euclídeos
Existen al menos cuatro maneras (todas equivalentes entre sí) de definir una variedad diferencial cuando se las considera como subconjuntos de un espacio euclídeo. Cada una de ellas es útil, y dependiendo del contexto o de la dificultad del problema se usará una u otra, o incluso se combinarán varias a la vez.
Representación implícita de una variedad diferenciable
Sea {\displaystyle E} un espacio euclídeo de dimensión {\displaystyle n\geq 0} y sea {\displaystyle S\subset E}. Diremos que {\displaystyle S} es una variedad diferenciable en {\displaystyle E} de dimensión {\displaystyle k} (donde {\displaystyle 0\leq k\leq n} es un número entero) y clase {\displaystyle C^{r}} (donde {\displaystyle r\geq 1} es un número entero) si para cada {\displaystyle x_{0}\in S} existe un entorno abierto {\displaystyle U\subset E} de {\displaystyle x_{0}} y una aplicación {\displaystyle \Phi :U\longrightarrow \mathbb {R} ^{n-k}} de manera que:
1. {\displaystyle \Phi } es de clase {\displaystyle r} sobre {\displaystyle U} (esto es, {\displaystyle \Phi \in C^{r}(U)}),
2. la matriz jacobiana de {\displaystyle \Phi } tiene rango {\displaystyle n-k} (es decir, {\displaystyle rang[D\Phi (x_{0})]=n-k}),
3. {\displaystyle S\cap U=\{x\in U:\Phi (x)=0\}}.

A la igualdad {\displaystyle \Phi (x)=0} la llamaremos representación implícita local de la variedad {\displaystyle S} en el punto {\displaystyle x_{0}}, o simplemente diremos que la variedad viene dada implícitamente por {\displaystyle \Phi } en {\displaystyle x_{0}}.
Si existe un abierto {\displaystyle V\subset E} y una aplicación {\displaystyle \Phi \in C^{r}(V)} (donde {\displaystyle r\geq 1} es un número entero) de manera que {\displaystyle S=\{x\in V:\Phi (x)=0,rang[D\Phi (x)]=n-k\}\neq \varnothing }, a la igualdad {\displaystyle \Phi (x)=0} se la denomina representación implícita global de la variedad, o se dice simplemente que la variedad viene dada implícitamente por {\displaystyle \Phi }. En este caso podemos tomar como representación implícita local para cada punto de {\displaystyle S} el abierto {\displaystyle U=\{x\in V:rang[D\Phi (x)]=n-k\}} y la aplicación {\displaystyle \Phi }.
Representación explícita de una variedad diferenciable
Sea {\displaystyle E} un espacio euclídeo de dimensión {\displaystyle n\geq 0} y sea {\displaystyle S\subset E}. Diremos que {\displaystyle S} es una variedad diferenciable en {\displaystyle E} de dimensión {\displaystyle k} (donde {\displaystyle 0\leq k\leq n} es un número entero) y clase {\displaystyle C^{r}} (donde {\displaystyle r\geq 1} es un número entero) si para cada {\displaystyle x_{0}\in S} existen:
1. una base {\displaystyle <u_{1},u_{2},...,u_{n}>} de {\displaystyle E},
2. un abierto {\displaystyle V\subset E_{1}} de {\displaystyle z_{0}:=x_{0}^{1}u_{1}+x_{0}^{2}u_{2}+...+x_{0}^{k}u_{k}}, donde se define el subespacio {\displaystyle E_{1}} como el espacio generado por {\displaystyle \{u_{1},...,u_{k}\}},
3. un abierto {\displaystyle W\subset E_{2}} de {\displaystyle y_{0}:=x_{0}^{k+1}u_{k+1}+x_{0}^{k+2}u_{k+2}+...+x_{0}^{n}u_{n}}, donde se define el subespacio {\displaystyle E_{2}} como el espacio generado por {\displaystyle \{u_{k+1},...,u_{n}\}},
4. una aplicación {\displaystyle f:V\longrightarrow W} de clase r sobre V (esto es, {\displaystyle f\in C^{r}(V)})de manera que {\displaystyle f(z_{0})=y_{0}} y {\displaystyle S\cap (V\times W)=\{(z,f(z))\in E_{1}\times E_{2}:z\in V\}}.

La última condición equivale a decir que {\displaystyle S\cap (V\times W)} es la gráfica {\displaystyle Gr(f)} de {\displaystyle f}. A la igualdad {\displaystyle y=f(z),z\in V}, o simplemente a la aplicación {\displaystyle f}, se le denomina representación explícita local de la variedad {\displaystyle S} en el punto {\displaystyle x_{0}}. Si existe una única aplicación {\displaystyle f} tal que {\displaystyle S=Gr(f)}, entonces {\displaystyle f} se denomina representación explícita global de la variedad.
Representación difeomórfica local de una variedad diferenciable
Sea {\displaystyle E} un espacio euclídeo de dimensión {\displaystyle n\geq 0} y sea {\displaystyle S\subset E}. Diremos que {\displaystyle S} es una variedad diferenciable en {\displaystyle E} de dimensión {\displaystyle k} (donde {\displaystyle 0\leq k\leq n} es un número entero) y clase {\displaystyle C^{r}} (donde {\displaystyle r\geq 1} es un número entero) si para cada {\displaystyle x_{0}\in S} existe un entorno abierto {\displaystyle U_{0}\subset E} de {\displaystyle x_{0}} y una aplicación {\displaystyle \Psi :U_{0}\longrightarrow \mathbb {R} ^{n}} de manera que:
1. {\displaystyle \Psi } es un difeomorfismo de clase {\displaystyle r} entre {\displaystyle U_{0}} y su imagen (esto es, {\displaystyle \Psi \in C^{r}(U_{0})} es inyectiva),
2. {\displaystyle \Psi (S\cap U_{0})=\Psi (U_{0})\cap (\mathbb {R} \times \{0\}^{n-k})}.

A la aplicación {\displaystyle \Psi (x)=0} la llamaremos representación difeomórfica local de la variedad {\displaystyle S} en el punto {\displaystyle x_{0}}.
Hay que observar que, a consecuencia de ser {\displaystyle \Psi } difeomorfismo local y {\displaystyle U_{0}} abierto, {\displaystyle \Psi (U_{0})} es también un abierto de {\displaystyle \mathbb {R} ^{n}}.
Representación paramétrica de una variedad diferenciable
Sea {\displaystyle E} un espacio euclídeo de dimensión {\displaystyle n\geq 0} y sea {\displaystyle S\subset E}. Diremos que {\displaystyle S} es una variedad diferenciable en {\displaystyle E} de dimensión {\displaystyle k} (donde {\displaystyle 0\leq k\leq n} es un número entero) y clase {\displaystyle C^{r}} (donde {\displaystyle r\geq 1} es un número entero) si para cada {\displaystyle x_{0}\in S} existe un entorno abierto {\displaystyle U_{1}\subset E} de {\displaystyle x_{0}}, un abierto no vacío {\displaystyle V\subset \mathbb {R} ^{k}}, un elemento {\displaystyle t_{0}\in V} y una aplicación {\displaystyle \varphi :V\longrightarrow E} de manera que:
1. {\displaystyle \varphi (t_{0})=x_{0}},
2. la jacobiana {\displaystyle D\varphi (t_{0})} de {\displaystyle \varphi } en {\displaystyle t_{0}} es inyectiva,
3. {\displaystyle \varphi } es un homeomorfismo de clase {\displaystyle r} sobre {\displaystyle V} (esto es, {\displaystyle \varphi \in C^{r}(V)} es continua, abierta e inyectiva) entre {\displaystyle V} y {\displaystyle S\cap U_{1}} (con la topología relativa).

A la aplicación {\displaystyle \varphi } la llamaremos representación paramétrica local de la variedad {\displaystyle S} en el punto {\displaystyle x_{0}}.